# Ralph Mulford
Ralph Mulford (ur. 28 grudnia 1884 roku w Nowym Jorku, zm. 23 października 1973 roku w Asbury Park) – amerykański kierowca wyścigowy.

## Kariera
W swojej karierze Mulford startował głównie w Stanach Zjednoczonych w mistrzostwach AAA Championship Car oraz towarzyszącym mistrzostwom słynnym wyścigu Indianapolis 500. W drugim sezonie startów, w 1911 roku odniósł dwa zwycięstwa i trzykrotnie stawał na podium. Dorobek 1520 punktów pozwolił mu zdobyć tytuł mistrza serii. W tym samym roku stanął na drugim stopniu podium Indianapolis 500. Dwa lata później dwukrotnie stawał na podium, w tym raz na jego najwyższym stopniu. W Indy 500 był siódmy, a w mistrzostwach AAA uzbierane 770 punktów dało mu trzecie miejsce w klasyfikacji mistrzostw. W sezonie 1916 zakończył wyścig na torze Indianapolis Motor Speedway na trzecim miejscu, plasując się ostatecznie na dziesiątej pozycji w klasyfikacji generalnej. Dzięki trzem zwycięstwom i siedmiu miejscom na podium, w 1917 roku Mulford włączył się w walkę o tytuł mistrzowski. Jego plany pokrzyżował nieukończony wyścig Indianapolis 500. Ponownie został sklasyfikowany na trzecim miejscu. Rok później, mimo że nie wystąpił na torze Indianapolis Motor Speedway, to 8 miejsc na podium i trzy zwycięstwa wystarczyły na drugi tytuł mistrzowski. W 1919 roku nastąpiła powtórka z sezonu 1917. Przy trzech zwycięstwach i sześciu miejscach na podium Mulford musiał pogodzić się z dziewiątą pozycją w klasyfikacji końcowej, która była spowodowana głównie tym, że ponownie nie osiągnął linii mety Indianapolis 500. W kolejnych dwóch sezonach w Indy 500 był dziewiąty, jednak słabsza postawa w pozostałych wyścigach spowodowała, że był klasyfikowany odpowiednio na ósmym i dwudziestym miejscu.